# Zachaeus leucomelas
Zachaeus leucomelas is een hooiwagen uit de familie echte hooiwagens (Phalangiidae).